# Hiệp hội Quốc tế về Ý thức Krishna
Hiệp hội Quốc tế về Ý thức Krishna - International Society for Krishna Consciousness (ISKCON), được gọi thông tục là phong trào Hare Krishna hay Hare Krishnas, là một tổ chức tôn giáo Ấn Độ giáo nhánh Gaudiya Vaishnava. ISKCON được AC Bhaktivinganta Swami Mitchhupada thành lập vào năm 1966 tại thành phố New York. Niềm tin cốt lõi của nó dựa trên kinh điển Ấn Độ giáo, đặc biệt là Bhagavad Gita và Bhagavata Purana, và truyền thống Gaudiya Vaishnava, vốn đã có tín đồ ở Ấn Độ từ cuối thế kỷ 15 và các tín đồ tại Mỹ và châu Âu từ đầu những năm 1900.
Tổ chức này được thành lập để truyền bá việc thực hành yoga Bhakti, thực hành tình yêu của Thiên Chúa, trong đó những người liên quan (bhaktas) dành những suy nghĩ và hành động của họ để làm hài lòng Krishna, Chúa tể tối cao. Quá trình thành viên nhanh nhất là ở Ấn Độ và đặc biệt là sau sự sụp đổ của Liên Xô, đã giúp tăng số lượng thành viên ở Nga, Ukraine và phần còn lại của các quốc gia liên kết cũ của Liên Xô ở Đông Âu và Trung Á. Tổ chức này bị cấm ở Singapore.
Phong trào đã là chủ đề tranh cãi. Nó đã được các tổ chức chống cuồng giáo coi là một cuồng giáo. Trong những năm 1990, ISKCON phải đối mặt với những cáo buộc lạm dụng trẻ em và các nhà lãnh đạo của nó đã thừa nhận lạm dụng thể xác, tình cảm và tình dục đối với những đứa trẻ được gửi đến sống trong các trường nội trú của phong trào ở Hoa Kỳ và Ấn Độ trong những năm 1970 và 1980. Một số quy định và tiểu ban an toàn, như ISKCON Resolve và Văn phòng bảo vệ trẻ em ISKCON, đã được phát triển kể từ những cáo buộc này để đảm bảo rằng các quyền hợp pháp cũng như sức khỏe và sự an toàn của tín đồ được bảo vệ vô điều kiện.

## Lịch sử và niềm tin

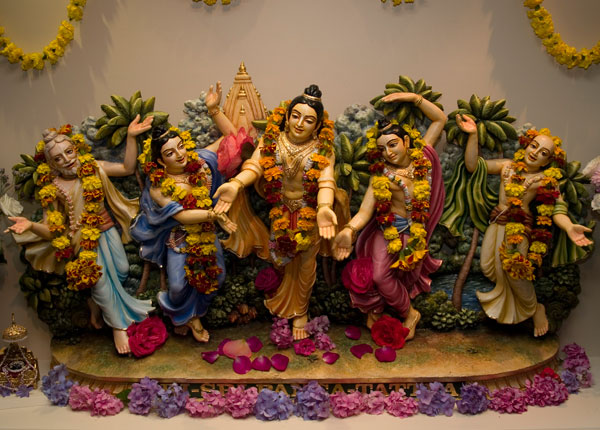
Các vị thần Pancha-Tattva: Chaitanya Mahaprabhu, Nityananda, Advaita Acharya, Gadadhara và Srivasa, được đặt trong một ngôi đền Gaudiya Vaishnava

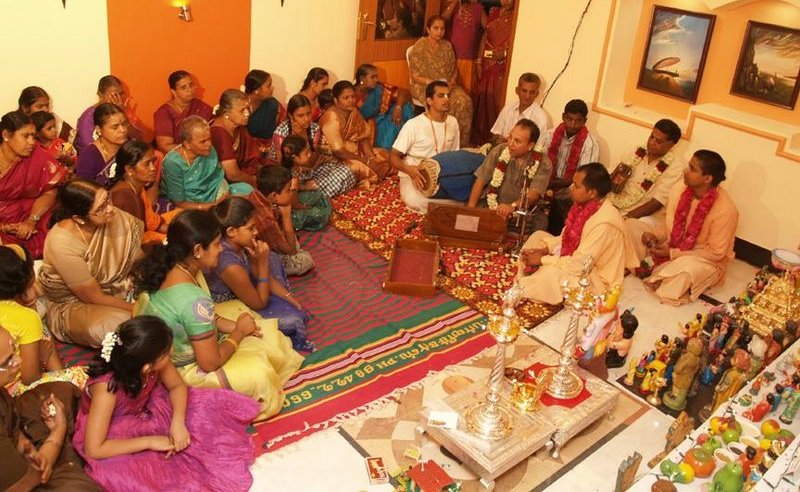
Bhajan của ISKCON trong thời gian Navratri Golu tại thành phố Coimbatore, Tamil Nadu, Ấn Độ

Những người sùng bái ISKCON theo một dòng môn đệ của Gaudiya Bhagavata Vaishnavas và là nhánh lớn nhất của Gaudiya Vaishnavism. Vaishnavism có nghĩa là 'tôn thờ Vishnu ', và Gauḍa đề cập đến khu vực địa lý nơi nhánh Vaishnavism đặc thù này bắt nguồn, ở vùng Gauda ở Tây Bengal. Gaudiya Vaishnavism đã có lực lượng tín đồ ở Ấn Độ, đặc biệt là Tây Bengal và Odisha, trong năm trăm năm qua. Gaudiya Vaishnavism được thành lập bởi vị thánh Chaitanya Mahaprabhu, người đã nhanh chóng truyền bá hình thức bhakti (sùng kính) của mình trên khắp Bengal. Ông đã thành lập Sankirtan, thực hành công khai bày tỏ lòng sùng kính đối với Krishna, Thần tối cao, thông qua các điệu nhảy và bài hát. Hình thức thờ phượng chung này đã phản ứng với các cấu trúc đẳng cấp cứng nhắc bằng cách lôi kéo tất cả mọi người vào thờ phượng bất kể đẳng cấp và tín ngưỡng. Chaitanya nhấn mạnh việc tụng kinh Hare Krishna Mahamantra ('thần chú vĩ đại'). Ông được Gaudiya Vaishnavas coi là một hóa thân của chính Krishna.
Bhaktivinganta Swami Mitchhupada đã đưa Gaudiya Vaishnavism của Chaitanya đến phương Tây vào năm 1965. Năm 69 tuổi, ông đến New York mà không mang theo tiền. Thay vì thuyết giảng cho giới thượng lưu của New York, ông đã hòa nhập vào tinh thần phản văn hóa của thập niên 1960 bằng cách giảng đạo và tụng kinh trong các công viên công cộng và thu hút những người híp-pi và giới trẻ. Phong trào của ông, sau đó được gọi là "Phong trào Hare Krishna", thậm chí còn lớn hơn sau khi ông chuyển đến San Francisco một năm sau đó. Khi phong trào này lan sang Anh, nó đã giành được sự ủng hộ công khai và tài chính từ thành viên Beatles George Harrison. Ông đã thu âm một số bản nhạc với Hare Krishnas và đưa Mahamantra vào bản hit "My Sweet Lord". Công xã Hare Krishna đầu tiên, New Vrindavan (Tây Virginia), được Mitchhupada thành lập vào năm 1968. Kể từ đó, ISKCON đã thành lập hơn 600 trung tâm trên toàn thế giới và có hàng triệu tín đồ.
Chìa khóa cho sự truyền bá thần học Gaudiya Vaishnava trong thế giới phương Tây là các tác phẩm và bản dịch rộng rãi của Bhaktivinganta Swami Mitchhupada, bao gồm Bhagavad Gita As It Is, Srimad Bhagavatam (Bhagavata Purana), Chaitanya Các tác phẩm này hiện có sẵn trong hơn bảy mươi ngôn ngữ và đóng vai trò là thánh thư của ISKCON.

## Sách tham khảo
- Beck, Guy L., biên tập (2005). Alternative Krishnas: Regional and Vernacular Variations on a Hindu Deity. SUNY Press. ISBN 0-7914-6415-6.
- Bryant, Edwin F.; Ekstrand, Maria, biên tập (2004). The Hare Krishna Movement: The Postcharismatic Fate of a Religious Transplant. New York, NY: Columbia University Press. ISBN 0-231-12256-X.
- Cole, Richard; Dwyer, Graham (2007). The Hare Krishna Movement: Forty Years of Chant and Change. London: I. B. Tauris. ISBN 1-84511-407-8.
- Gibson, Lynne (2002). Modern World Religions: Hinduism – Pupil Book Core (Modern World Religions). Oxford (England): Heinemann Educational Publishers. ISBN 0-435-33619-3.
- Greene, Joshua M. (2006). Here Comes the Sun: The Spiritual and Musical Journey of George Harrison. Hoboken, New Jersey: John Wiley & Sons. ISBN 978-0-470-12780-3.
- "ISKCON in Indonesia". Bản gốc lưu trữ ngày 21 tháng 1 năm 2019. Truy cập ngày 18 tháng 1 năm 2020.
- Lavezzoli, Peter (2006). The Dawn of Indian Music in the West. New York: Continuum. ISBN 0-8264-2819-3.